# Municipio de Armourdale
El municipio de Armourdale (en inglés: Armourdale Township) es un municipio ubicado en el condado de Towner en el estado estadounidense de Dakota del Norte. En el año 2010 tenía una población de 46 habitantes y una densidad poblacional de 0,49 personas por km².

## Geografía
El municipio de Armourdale se encuentra ubicado en las coordenadas 48°50′51″N 99°19′14″O / 48.84750, -99.32056. Según la Oficina del Censo de los Estados Unidos, el municipio tiene una superficie total de 93.38 km², de la cual 92.55 km² corresponden a tierra firme y (0.89%) 0.83 km² es agua.

## Demografía
Según el censo de 2010, había 46 personas residiendo en el municipio de Armourdale. La densidad de población era de 0,49 hab./km². De los 46 habitantes, el municipio de Armourdale estaba compuesto por un 97.83% de blancos y un 2.17% de amerindios. 